# Florentyna z Kartageny
Florentyna z Kartageny, hiszp. Florentina de Cartagena (ur. ok. 550 w Kartagenie, zm. 633) – hiszpańska zakonnica, święta Kościoła katolickiego, jedna z czworga świętego rodzeństwa z Kartageny (hiszp. Cuatro Santos de Cartagena).
Była córką Seweriana i siostrą świętych: Fulgencjusza, Izydora oraz Leandra z Sewilli. Po wczesnej śmierci rodziców wzrastała pod opieką swego brata Leandra, a następnie wstąpiła do klasztoru, w którym ksienią była Turtua. Przypuszcza się, że Florentyna później została przeoryszą.
Wspomnienie liturgiczne św. Florentyny obchodzone jest 20 czerwca za Baroniuszem.
Jest patronką diecezji w Plasencii.